# Fred 3: Camp Fred
Fred 3: Camp Fred es una película estadounidense de 2012 dirigida por Jonathan Judge. Es la tercera y la última entrega de la trilogía de Fred, que sigue a Fred 2: Night of the Living Fred. Estrenada el 28 de julio de 2012, la película está protagonizada por Lucas Cruikshank, Tom Arnold, Jake Weary y John Cena. Al igual que sus predecesores, la película recibió críticas negativas.

## Argumento
Tras el último día de clases, Fred Figglehorn (Lucas Cruikshank) revela sus esperanzas de asistir al Campamento Superior, un campamento de verano que se considera un paraíso. Las esperanzas de Fred se desvanecen cuando se entera de que su madre (Siobhan Fallon Hogan) le envía al campamento Iwannapeepee, un campamento de Fred encuentra horrible. En Iwannapeepee se encuentra con el consejero Floyd Simmons (Tom Arnold), y otros campistas, Magoo (Joey Bragg), Chatter (Matthew Scott Miller), Spoon (Leah Lewis) y Dig (Adrian Kali Turner), y se presentó a Oksana, una hermosa enfermera pero inepta. Por la noche, Fred ha perturbado los sueños de estar en casa, pero se despierta para encontrar que todavía está en el campamento.
Fred se entera de que Campamento Iwannapeepee y Campamento Superior han estado compitiendo en los juegos de campamento de verano durante muchos años y que ha ganado siempre Superior. Él también cree haber descubierto un complot para drogas de la comida de los campistas Iwannapeepee, para que una rata gigante para comer sus cerebros. Evitar las gachas, Fred vez come bayas rojas alucinógenas. Entonces se entera de que en lugar de estar drogado, las gachas Iwannapeepee se ha mezclado con vitaminas super. Cuando se entera de que su archirrival Kevin (Jake Weary) está en el equipo de Superior, Fred está decidido a derrotar al campamento rival. Durante el concurso, Kevin intenta sabotear a Fred, pero sus planes fallan en contra de él y Campamento Iwannapeepee gana finalmente.

## Reparto
- Lucas Cruikshank como Fred Figglehorn
- Tom Arnold como Floyd Spunkmeyer; el jefe del Campamento Iwannapeepee.
- Jake Weary como Kevin Lebow; el archirrival de Fred, que asiste al Campamento Superior.
- John Cena como papá Figglehorn; el padre imaginario de Fred, que aparece en las neveras y le da consejos a Fred.
- Carlos Knight como Diesel; el amigo y asistente de Kevin en sus planes, que también asiste al Campamento superior.
- Adam Herschman como Murray; el trabajador inepto de Campamento Iwannapeepee.
- Joey Bragg como Magoo, un chico nerd y confiable, y uno de los compañeros de cabina de Fred.
- Matthew Scott Miller como Chatter; uno de los compañeros de cabina de Fred que, a pesar de su nombre, es bastante tranquilo.
- Leah Lewis como Spoon; la miembro femenina de los compañeros de cabina de Fred que siempre come comida, como el grano.
- Adrian Kali Turner como Dig; uno de Los compañeros de cabina de Fred, al que le gusta cavar agujeros.
- Siobhan Fallon Hogan como Hilda Figglehorn, la madre de Fred.
- Adam Riegler como Lawrence; un campista (y una mordaza corriendo, así como un teclista perfecto) de Campamento Iwannapeepee.
- Daniella Monet como Bertha; La amiga gótica de Fred
- Steve Hytner como Ivan: el consejero principal de Campamento Superior.
- Madison Riley como la enfermera Oksana; La hermosa pero incompetente enfermera del Campamento Iwannapeepee. Todos los chicos, aparte de Fred, están enamorados de ella. Habla con acento ruso.

## Producción
En diciembre de 2011, se anunció que Lucas Cruikshank protagonizaría como Fred Figglehorn en una acción en vivo serie de Nickelodeon y en una tercera película de Fred. Varsity Pictures y The Collective que habían producido la primera película, estarían produciendo la tercera.

## Valoraciones
La emisión inicial en Estados Unidos de la película, en Nickelodeon el 28 de julio de 2012, fue vista por 3,5 millones de espectadores. Esta fue una disminución del 39% con respecto a los 5,7 millones de espectadores, se estrenó la película anterior, Fred 2: Night of the living Fred, y ocupó el puesto XVIII en la mejor programación de cable de la semana,

## Aclamados
| Año  | Premio               | Categoría                                                                      | Candidato/a | Resultado |
| ---- | -------------------- | ------------------------------------------------------------------------------ | ----------- | --------- |
| 2013 | Premios Young Artist | Best Performance In a TV, Miniseries, Special of Pilot - Leading Young Actress | Leah Lewis  | Nominado  |

## Medios Caseros
Fred 3: El Campamento De Fred fue lanzado en DVD el 4 de diciembre de 2012. También se lanzó en una caja paquete junto con Fred: The Movie y Fred 2: Night of the Living Fred en la misma fecha.